# Донауинзель
Донауинзель (нем. Donauinsel, букв. «Остров на Дунае») — длинный и узкий искусственный остров на Дунае в пределах Вены, сооружённый в 1970-х и начале 1980-х гг. Донауинзель относится к административным районам Флоридсдорф (северная часть) и Донауштадт (центральная и южная части).

## География
Длина острова превышает 20 км, ширина — около 250 метров. Остров делит Дунай на два рукава, один из которых называется собственно Дунаем, другой — Новым Дунаем (Neue Donau).

## Транспорт
На остров можно попасть 1-й (станция «Donauinsel»), 2-й («Donaustadtbrücke») и 6-й («Neue Donau») линией метро или по одному из множества мостов.

## Отдых
Донауинзель известен как популярное место отдыха в Вене. В центре острова находятся бары, рестораны, ночные клубы, в то время как южная и северная части подходят для активного отдыха: велосипедных или пеших прогулок, катания на роликовых коньках, бега.

## Топографические карты
- Лист карты M-33-XXXV. Масштаб: 1 : 200 000. Указать дату выпуска/состояния местности.